# دث کب فور کیوتی
دث کب فور کیوتی (انگلیسی: Death Cab for Cutie) یک گروه آلترناتیو راک است که در ۱۹۹۷ در بلینگهام، واشینگتن تشکیل شد. اعضای گروه عبارتند از نیک هارمر، دیو دپر، بن گیبارد، جیسون مک گر.
در سال ۲۰۰۵ آنها آلبوم خود را به حمایت از حقوق جانوران اختصاص دادند و از این رو طرفدارانی از پیتا به دست آوردند.